# アナちゃん
『アナちゃん』は、北海道テレビ放送（HTB）が製作放送する番組宣伝のミニ番組である。2014年4月2日に放送開始。
HTBの番宣番組『アヤコレ!』『ひよコレ!』の後番組で、通常5 - 6分間の枠で放送され、出演者による番組の後に番宣CMが流れるという構成は前番組と同じである。
番組開始当初は、マスコットキャラクターonちゃんと当時の新人アナウンサーの高橋春花、室岡里美が交代で出演していた。
2024年9月現在、福地妃菜美・段木涼太が出演している。

## 放送時間
2023年8月現在、主に以下の時間帯で放送。ただし特番などにより放送時間が繰り下がったり休止する場合がある。
- 月曜 - 金曜：10:25-10:30、13:45-13:50、25:50-25:55（JST。以下同）
- 土曜：14:55 - 15:00